# Бібліографічне обслуговування
Бібліографі́чне обслуго́вування — це процес доведення бібліографічної інформації до споживачів.

## Види
- Довідково-бібліографічне обслуговування — бібліографічне обслуговування відповідно до разових інформаційних запитів споживачів, пов'язаних з наданням довідки та інших бібліографічних послуг. Разовий інформаційний пошук задовольняється конкретними документами або інформацією про них у вигляді бібліографічних записів. Активною особою у цьому процесі є споживач інформації. Відповідь може бути надана у вигляді довідки, консультації або відмови.
- Бібліографічне інформування — це систематичне забезпечення споживачів бібліографічною інформацією відповідно до їхніх довготривалих або постійних запитів чи без запитів відповідно до потреб. У цьому випадку активною стороною є сам бібліограф, який може проводити співбесіди, анкетування або організовувати інформування, орієнтуючись на існування відомих або очікуваних інформаційних потреб. Бібліограф зобов'язаний виконувати інформування з певною періодичністю. Бібліографічне інформування може бут індивідуальним, груповим, масовим.
- Рекомендаційне бібліографічне обслуговування — це застосування рекомендаційної бібліографії у роботі з читачем задля їхньої самосвідомості і розвитку. Активною стороною є бібліотека відділу обслуговування читача.